# العسيلات حمرة (الحد)

تعديل مصدري - تعديل

العسيلات حمرة هي إحدى قرى عزلة الحد بمديرية الحد التابعة لمحافظة لحج، بلغ تعداد سكانها 59 نسمة حسب تعداد اليمن لعام 2004.